# Bonvillard
Bonvillard település Franciaországban, Savoie megyében. Lakosainak száma 352 fő (2022. január 1.). Bonvillard Aiton, Bonvillaret, Montsapey, Sainte-Hélène-sur-Isère és Saint-Paul-sur-Isère községekkel határos.

## Népesség
A település népességének változása:
| Lakosok száma | 350  | 355  | 365  | 359  | 358  | 355  | 353  | 351  | 352  |
|               | 2013 | 2015 | 2016 | 2017 | 2018 | 2019 | 2020 | 2021 | 2022 |